# Мен Лілі
Лілі Мен (спрощ.: 孟丽丽; кит. трад.: 孟麗麗; піньїнь: Mèng Lìlì; нар. 28 грудня 1979, Сінтай, провінція Шаньдун) — китайська борчиня вільного стилю, дворазова чемпіонка та дворазова призерка чемпіонатів світу, триразова призерка чемпіонатів Азії, триразова призерка Кубків світу, учасниця Олімпійських ігор.

## Життєпис
Боротьбою займається з 1995 року.

## Спортивні результати на міжнародних змаганнях

### Виступи на Олімпіадах
| Змагання                    | Збірна | Вагова категорія          | Місце |
| --------------------------- | ------ | ------------------------- | ----- |
| Літні Олімпійські ігри 2004 | Китай  | жіноча боротьба, до 63 кг | 9     |

### Виступи на Чемпіонатах світу
| Змагання                        | Збірна | Вагова категорія          | Місце  |
| ------------------------------- | ------ | ------------------------- | ------ |
| Чемпіонат світу з боротьби 1999 | КНР    | жіноча боротьба, до 62 кг | Срібло |
| Чемпіонат світу з боротьби 2001 | КНР    | жіноча боротьба, до 62 кг | Золото |
| Чемпіонат світу з боротьби 2005 | КНР    | жіноча боротьба, до 67 кг | Золото |
| Чемпіонат світу з боротьби 2008 | КНР    | жіноча боротьба, до 63 кг | Бронза |

### Виступи на Чемпіонатах Азії
| Змагання                       | Збірна | Вагова категорія          | Місце  |
| ------------------------------ | ------ | ------------------------- | ------ |
| Чемпіонат Азії з боротьби 1999 | КНР    | жіноча боротьба, до 62 кг | Бронза |
| Чемпіонат Азії з боротьби 2000 | КНР    | жіноча боротьба, до 62 кг | Срібло |
| Чемпіонат Азії з боротьби 2005 | КНР    | жіноча боротьба, до 63 кг | Бронза |

### Виступи на Кубках світу
| Змагання                    | Збірна | Вагова категорія          | Місце  |
| --------------------------- | ------ | ------------------------- | ------ |
| Кубок світу з боротьби 2001 | КНР    | жіноча боротьба, до 62 кг | Срібло |
| Кубок світу з боротьби 2002 | КНР    | жіноча боротьба, до 63 кг | Срібло |
| Кубок світу з боротьби 2009 | КНР    | жіноча боротьба, до 63 кг | Бронза |

### Виступи на інших змаганнях
| Змагання                                                    | Збірна | Вагова категорія          | Місце  |
| ----------------------------------------------------------- | ------ | ------------------------- | ------ |
| Східноазійські ігри 2001                                    | КНР    | жіноча боротьба, до 62 кг | Срібло |
| Олімпійський кваліфікаційний турнір з боротьби 2004 (Туніс) | КНР    | жіноча боротьба, до 63 кг | Золото |